# Роман Шебрле
Роман Шебрле  (чеськ. Roman Šebrle, 26 листопада 1974) — чеський легкоатлет, олімпійський чемпіон.

## Виступи на Олімпіадах
| Олімпіада   | Дисципліна    | Місце  |
| ----------- | ------------- | ------ |
| Сідней 2000 | десятиборство | 2      |
| Афіни 2004  | десятиборство | 1      |
| Пекін 2008  | десятиборство | 6      |
| Лондон 2012 | десятиборство | участь |